# Ramsès-Sikhépri
Pour les articles homonymes, voir Ramsès.
Ramsès-Sikhépri (ou Ramsès-Sakhepry), dont le nom signifie Fils d'Atoum, est l'un des derniers fils de Ramsès II ; il figure au 42e rang mais apparaît en 24e position sur le cortège des princes à Abydos.